# Eduarda Neves
Maria Eduarda Dias Neves (Porto, 1963). Professor of contemporary art theory and criticism, an area in which she has published several articles and books. She is an independent curator with multiple exhibition projects presented at national and international spaces and institutions. Her research and curatorship articulates the domains of art, philosophy and politics. Regular contributor for the magazine “Contemporânea”. She is a member of the Board of Advisors  of The New Centre Research & Practice and currently the director of ESAP – Porto Art School. [+ info:https://eduardaneves.pt/] 

## Percurso
Degree in Philosophy and PhD in Aesthetics. Independent curator. She has presented exhibition projects in national and international institutions and spaces. Her research and curatorship articulate the domains of art, philosophy and politics. She was part of the Contemporary Art Acquisition Committees for the Portuguese State Collection (2019-20), for the Porto Municipal Collection (2021) and (2023) the Appreciation Committee that selected the Official Portuguese Representation at the 60th International Art Exhibition – La Biennale di Venezia 2024. Member of the Advisory Board of The New Centre for Research & Practice. Among the works she published, the following stand out: O Auto-retrato. Fotografia e Subjectivação [Self-Portrait. Photography and Subjectivation] (Lisbon: Palimpsesto | CEAA, 2016) [shortlisted for the Pen Club award in the Essay category, 2017]; Nem-Isto-Nem-Aquilo [Neither-This-Nor-That] (2020); 35 graus Celsius. Ensaios sobre arte contemporânea [35 degrees Celsius. Essays on contemporary art] (2021), by the same editor [shortlisted for the Pen Club award in the Essay category, 2022]; and BESTIÁRIO MENOR. Tempo e Labirinto na arte contemporânea [MINOR BESTIARY. Time and Labyrinth in contemporary art] (Lisbon: Barco Bêbado, 2022), which will be published (2024) in English version by &&& Books (The New Centre, Berlin). Regular contributor to “Contemporânea” magazine. In 2021, she was the guest editor of #7 of this publication, dedicated to photography in the field of visual arts. Principal Investigator of Art and Critical Studies research group/CEAA. She is currently director of ESAP _ Porto Art School, where she teaches contemporary art. [+ info:https://eduardaneves.pt/].

## Obra
Livros e outras publicações
- Auto-retrato. Fotografia e Subjectivação, 2016. [7]
- Nem-isto-nem-aquilo, 2020. [9]
- 35 graus celsius. Ensaios sobre arte contemporânea. / 35 degrees celsius. Essays on contemporary art. Lisboa: Editora Palimpsesto, Apoio Contemporânea, Novembro 2021 (edição bilíngue).
- Bestiário Menor. Tempo e Labirinto na Arte Contemporânea [shortlist do Pen Club na categoria de Ensaio, 2022].In 2023 it will be edited by &&& Books (The New Centre, Berlin). Tradução para a língua inglesa e apresentação do livro em Berlim em 2024, com o apoio do programa municipal Shuttle.https://plaka.porto.pt/pt/shuttle/2023/bestiario-menor-tempo-e-labirinto-na-arte-contemporanea-eduarda-neves/
- + info /other publications:

https://eduardaneves.pt/
https://esap-porto.academia.edu/EduardaNeves/Books
https://www.cienciavitae.pt/portal/pt/5C1D-3EE2-DEF8

## Prémios
- Finalista do Prémio Pen Clube em 2017 e 2022. [4][10][11]